# Санарка
Сана́рка — река в центральной части Челябинской области России. Левый, один из самых крупных притоков реки Уй (бассейн Тобола). Длина — 90 км. Истоки реки у посёлка Светлый. Впадает в реку Уй в 230 км от устья по левому берегу, на территории Троицкого района.
Высота истока — 330 м над уровнем моря. Высота устья — 163 м над уровнем моря.

## Притоки
← Левый приток
→ Правый приток
- → Осейка
- → Каменка
- ← Калиновка 1
- ← Калиновка 2
- → Батуровка
- → Боланка

## Населённые пункты
На реке расположены: посёлки Радиомайка, Верхняя Санарка (Пластовский р-н), Каменная Санарка, Нижняя Санарка, Кособродка, Дачное, Репино, Белокаменка, Уразаевский, Чкалова (Троицкий р-н).

## Использование
Рядом с посёлками сооружены 6 прудов, которые служат для их водоснабжения.

## Особенности
Речной грунт реки является местами золотоносным.

## Данные водного реестра
По данным государственного водного реестра России относится к Иртышскому бассейновому округу, водохозяйственный участок реки — Тобол от истока до впадения реки Уй, без реки Увелька, речной подбассейн реки — Тобол. Речной бассейн реки — Иртыш.